# Slow Deep and Hard
Albums de Type O Negative
Bloody Kisses
(1993)
Slow Deep and Hard est un album du groupe de heavy metal Type O Negative sorti en 1991.

## Liste des titres
1. Unsuccessfully Coping with the Natural Beauty of Infidelity – 12:39
2. Der Untermensch – 8:54
3. Xero Tolerance – 7:45
4. Prelude to Agony – 12:14
5. Glass Walls of Limbo (Dance Mix) – 6:41
6. The Misinterpretation of Silence and its Disastrous Consequences – 1:04
7. Gravitational Constant: G = 6.67 x 10-8 cm-3 gm-1 sec-2 – 9:14